# Martin Stig Andersen
Martin Stig Andersen é um compositor e designer de som dinamarquês nascido em 1973 que compôs as trilhas sonoras de jogos eletrônicos famosos, como Limbo e Inside. Devido ao seu trabalho neste último, foi indicado ao The Game Awards 2016 na categoria Melhor Trilha/ Design de Som.